# Сара (гепард)
Сара, также известная как Сахара, (англ. Sarah, Sahara) (ок. 2001 г. — 22 января 2016 г.) — южноафриканский гепард (Acinonyx jubatus jubatus), живший в зоопарке Цинциннати, штат Огайо, США. Известна как самое быстрое наземное млекопитающее в мире, согласно журналу National Geographic . Она пробежала 100 метров за 5,95 секунды (точнее, за 5,9564 секунды со скоростью 98 км / ч) в 2012 году, в возрасте 11 лет. Она умерла 22 января 2016 года в возрасте 15 лет.
Сара появилась в зоопарке Цинциннати, когда ей было 6 недель, и её вырастила Кэтрин Хайкер, которая была основательницей программы «послов кошачьих» в зоопарке. Сара была одним из первых детенышей гепардов, которых выкормила собака. «Приёмную мать» Сары звали Алекса. В течение жизни у Сары было много смотрителей, но больше всего она привязалась именно к Кэтрин Хайкер. При дрессировке Сара слушалась только Кэтрин, считая её своей хозяйкой.
Будучи «послом кошачьих», она часто посещала школы страны вместе со своим смотрителем и собакой Алексой. Сара появлялась во многих печатных и онлайн журналах и даже в рекламе зоопарка Цинциннати.
Сара превзошла рекорд Усэйна Болта (он пробежал 100 м за 9,58 секунды). По выражению Кима Хаббарда, Сара выглядела как «ракета в горошек», когда побила рекорд.